# Les Aspin
Leslie Aspin Jr. (21. července 1938 Milwaukee, Wisconsin – 21. května 1995 Washington, DC) byl americký politik za Demokratickou stranu. Ve vládě Billa Clintona v letech 1993–1994 působil jako ministr obrany. Předtím v letech 1971–1993 zastupoval 1. okrsek státu Wisconsin ve Sněmovně reprezentantů Spojených států amerických.
V době svého působení na postu ministra obrany Aspin čelil několika významným výzvám. Musel se vypořádat s citlivými společenskými tématy uvnitř ozbrojených sil, především s otázkou služby gayů a leseb v armádě a s rozšiřováním bojových rolí pro ženy. Současně stál před zásadními rozhodnutími o nasazení amerických jednotek v několika zahraničních misích – v Somálsku, Bosně a na Haiti.
Konec studené války přinesl potřebu transformovat americkou armádu. Aspin proto připravil plán na zeštíhlení ozbrojených sil včetně rozpočtových škrtů a reorganizace jednotek. Jeho působení ve funkci však poznamenala tragická událost v Somálsku. Když tam došlo k úmrtí amerických vojáků, ukázalo se, že neměli k dispozici dostatečnou vojenskou podporu. Tato skutečnost vedla k silné kritice ministra a nakonec vyústila v jeho odchod z funkce.